# Windows Write
Windows Write è un programma di videoscrittura sviluppato da Microsoft ed incluso in Windows 1.0, Windows 2.0 e nella serie Windows 3.x.
Write permette una formattazione semplice dei documenti consentendo di applicare i più comuni effetti al testo. I comandi di formattazione avvengono tramite i menu, mentre non sono presenti le tipiche barre degli strumenti introdotte successivamente in molti programmi simili. Fin dalla prima versione Write salva i propri documenti con estensione .wri. I documenti di Microsoft Office non sono generalmente supportati, anche se la versione di Write inclusa in Windows 3.x è in grado di leggere e scrivere file nel formato .doc utilizzato da Word.
A partire da Windows 95 il Write è stato sostituito da WordPad, un programma che pur mantenendone la semplicità utilizza una interfaccia più moderna ed impiega le barre degli strumenti per l'accesso alle principali funzioni. Da allora, il comando write.exe è ancora presente nel sistema operativo per ragioni di retro-compatibilità, ma di fatto richiama direttamente WordPad.
Write prima e WordPad in seguito, si pongono in una posizione intermedia tra gli elaboratori di testo sviluppati da Microsoft. Grazie alla gestione della formattazione del testo permettono di realizzare documenti più complessi di quanto non sia possibile fare attraverso Blocco Note. Allo stesso tempo però mancano funzioni più complesse di impaginazione, trattamento del testo e controllo ortografico che si ritrovano nella raccolta Works e in Word.
I file prodotti con questo programma hanno estensione .wri. Fino a Windows XP Service Pack 1 WordPad supportava tali file; questa compatibilità è stata rimossa con il Service Pack 2 per motivi di sicurezza. LibreOffice Writer è in grado di aprirli ma non di salvarli.
| Controllo di autorità | VIAF (EN) 183934490 · LCCN (EN) n88127879 |